# Мала Лица
Мала Лица (рус. Малая Лица) река је која протиче преко северозападних делова Мурманске области, на крајњем северозападу европског дела Руске Федерације. Свој ток започиње као отока маленог ледничког језера на неких 7,5 km југоисточно од града Заозјорска. Готово целом дужином тече у смеру севера и након 27 km тока улива се у Западнолички залив Баренцовог мора.